# Єндовка
Є́ндовка (рос. Ендовка, удм. Ендовка) — присілок у складі Каракулинського району Удмуртії, Росія.
Населення — 86 осіб (2010; 126 у 2002).
Національний склад:
- росіяни — 98 %